# Sneschinsk
Sneschinsk (russisch Снежинск; frühere Bezeichnung zuerst Tscheljabinsk-50, dann bis 1991 Tscheljabinsk-70) ist eine russische Stadt im Nordosten der Oblast Tscheljabinsk mit 48.810 Einwohnern (Stand 14. Oktober 2010). Seit Sowjetzeiten gehört sie als Teil des sowjetischen militärisch-industriellen Komplexes zu den sogenannten geschlossenen Städten. Mittlerweile ist Sneschinsk auf den Landkarten verzeichnet, zu ihrem Besuch ist allerdings weiterhin eine Sondererlaubnis notwendig. Sneschinsk ist Sitz des Forschungsinstituts Russisches Föderales Atomzentrum – Allrussisches wissenschaftliches Forschungszentrum für technische Physik (russisch: Российский Федеральный ядерный центр – Всероссийский НИИ технической физики, Abkürzung: WNIITF).

## Geografie
Sneschinsk liegt im Nordosten des Gebietes Tscheljabinsk am See Sinara am mittleren Ural.
Die Stadt und das WNIITF nehmen eine Fläche von 357 Quadratkilometern ein. Sneschinsk liegt rund 120 Kilometer von der Gebietshauptstadt Tscheljabinsk entfernt sowie 90 Kilometer von der Metropole Jekaterinburg.

### Klima
In der Region Tscheljabinsk herrscht das für weite Teile Russlands typische Kontinentalklima vor. Die Winter (November bis März) sind lang, die Sommer kurz (Juli und August). Frühjahr (April und Mai) und Herbst (September und Oktober) sind nur Übergangsperioden zwischen Sommer und Winter. Sie haben keine ausgeprägten Eigenschaften – nach einem warmen April kann im frühen Mai noch einmal Schnee fallen.
Im Januar liegt die Durchschnittstemperatur bei −16 °C, kann aber im Extremfall auf Werte unter −45 °C fallen. Die Durchschnittstemperaturen liegen im Sommer bei 23 bis 28 °C, können aber Höchstwerte von 48 °C annehmen.

## Bevölkerung
Zum Januar 1999 lag die Einwohnerzahl der Stadt bei rund 49.000, zum Januar 2003 waren es rund 50.000. Da die Stadt als Nuklear-Forschungsstätte gegründet wurde, hat sie auch heute noch einen überproportional hohen Anteil an Akademikern: 2003 wurden 44 Habilitierte und 256 Promovierte gezählt (die russischen Entsprechungen der deutschen Titel sind Doktor der Wissenschaften und Kandidat der Wissenschaften). 45 Prozent der Bevölkerung haben eine höhere Schulbildung, 80 Prozent der Schulabgänger wechseln auf eine Universität.

## Geschichte

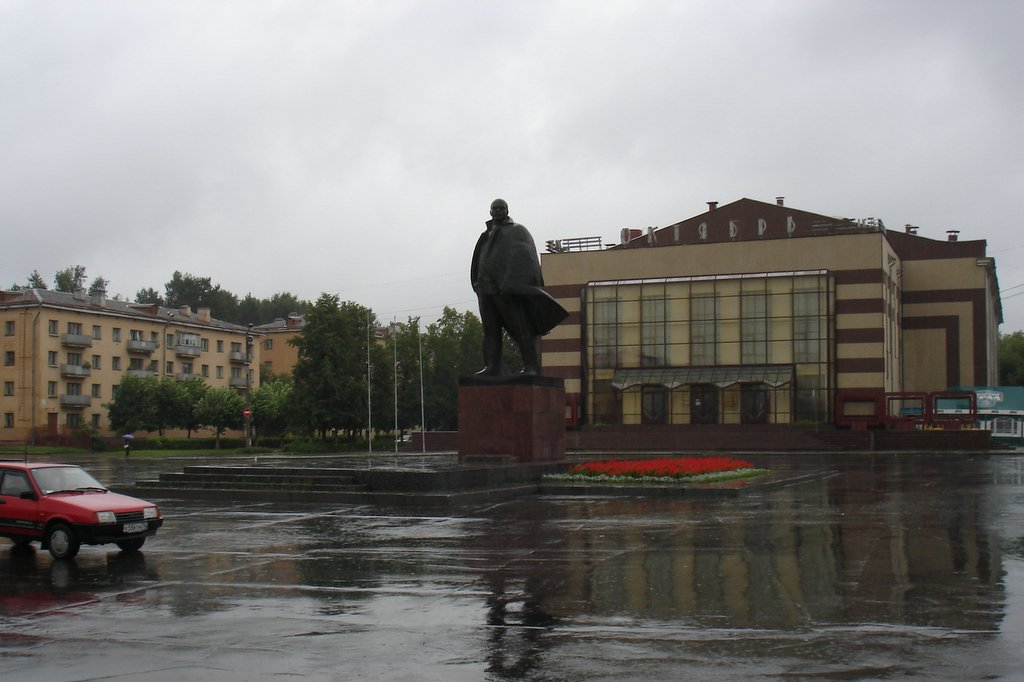
Innenstadt von Sneschinsk mit Lenin-Statue

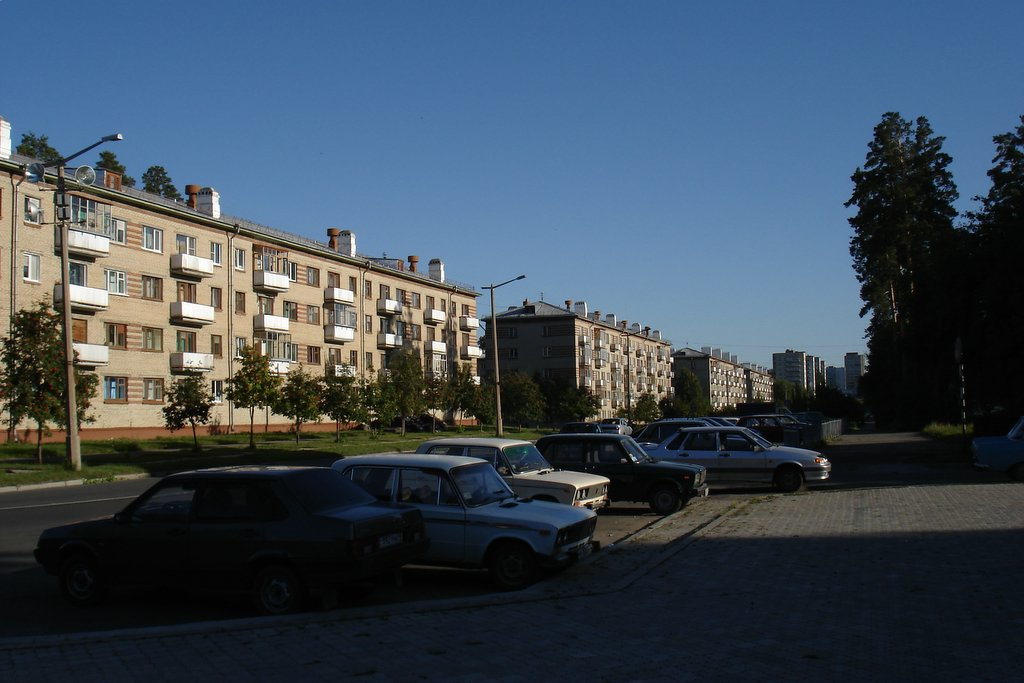
Wohnhäuser in Sneschinsk

Die Geschichte des modernen Sneschinsk beginnt am 5. April 1955 mit der Errichtung des sogenannten Objekt NII-1011 (deutsch: Objekt Wissenschaftliches Forschungsinstitut 1011), heute bekannt unter dem Namen Russisches Föderales Atomzentrum – Allrussisches wissenschaftliches Forschungszentrum für technische Physik. Diese Einrichtung widmet sich der Planung und Wartung nuklearer Waffen.
Der Ort war als zweites Atomforschungszentrum neben dem bereits bestehenden Arsamas-16 (heute: Sarow) gegründet worden. Folglich wurde zu seiner Gründung ein Drittel des Personals von Arsamas-16 nach Tscheljabinsk-50 abkommandiert. Im Jahre 1957 wurde der erste in Sneschinsk entwickelte thermonukleare Sprengkopf erfolgreich getestet.
Sneschinsk war von Anfang an als exklusiver und der Geheimhaltung unterliegender Wohnort für die dort Beschäftigten geplant. Auch war das Institut zu Beginn verantwortlich für den Aufbau der Gemeinde, die Beschaffung von Arbeitskräften, die Errichtung der Infrastruktur sowie den Wohnungsbau.
Im Mai 1957 wurde Sneschinsk per Dekret offiziell gegründet. Im Laufe der Jahre gingen viele Kompetenzen und Eigentumsrechte vom Institut auf die Kommunalverwaltung oder andere Institutionen über – ein Prozess, der bis in die Gegenwart andauerte.
Die neunziger Jahre brachten eine Fülle von Neuerungen. Im Jahre 1992 wurde die Existenz von Sneschinsk erstmals in Russland offiziell publik gemacht. 1993 erhielt der Ort die Stadtrechte.

### Bevölkerungsentwicklung
| Jahr | Einwohner |
| ---- | --------- |
| 2002 | 50.451    |
| 2010 | 48.810    |

Anmerkung: Volkszählungsdaten

## Wirtschaft
Sneschinsk ist Sitz der Einrichtung Russisches Föderales Atomzentrum – Allrussisches wissenschaftliches Forschungszentrum für technische Physik (WNIITF). Diese widmet sich unter anderem dem Design und der Pflege von Nuklearwaffen. Sie ist gleichzeitig der größte Arbeitgeber der Stadt und dominiert bis heute das Wirtschaftsleben – etwa fünfzig Prozent der Arbeitnehmer sind dort beschäftigt.
Das im Februar 1999 gegründete Unternehmen Spektr ist eine Ausgliederung des Instituts, das sich mit Konversion beschäftigt. Zweitgrößter Arbeitgeber der Stadt ist der staatliche Energieversorger Transenergo. Daneben sind noch vier Kleinunternehmen und 26 Privatfirmen registriert (Stand 2002). In all diesen Firmen zusammengenommen sind noch einmal rund 14 Prozent der Arbeitnehmer beschäftigt.

### Verkehr
Zehn Kilometer von Sneschinsk entfernt verläuft die Fernstraße, die Tscheljabinsk mit Jekaterinburg verbindet.

#### Flugverbindung
Der nächstgelege Flughafen für Fernreisende ist Kolzowo bei Jekaterinburg; von dort kann man mit dem Bus nach Sneschinsk fahren. Kolzowo kann man von Deutschland aus vom Flughafen Frankfurt oder via Moskau erreichen.

#### Öffentlicher Verkehr
Die Zugreise von Moskau nach Jekaterinburg dauert rund 28 Stunden. Von dort geht es vom Busbahnhof mit dem Bus weiter nach Sneschinsk. Es gibt täglich Busverbindungen zwischen Sneschinsk und Tscheljabinsk beziehungsweise Jekaterinburg. In Sneschinsk selbst kann man Bus oder Taxi fahren.

## Freizeit
Das Freizeitangebot ist von eher sowjetischem Zuschnitt. Es gibt den Palast der Kultur Oktober (mit 29 Unterabteilungen für verschiedene Aktivitäten), einen Park der Kultur und Erholung sowie das Theater Kosmos. In der Stadt gibt es drei Büchereien mit Lesesälen für Erwachsene und eine für Kinder.
Sneschinsk verfügt über 60 Sportstätten, darunter ein Stadion, ein Schwimmbad, ein Skigelände, einen Platz für Bogenschützen und Tennisplätze.

## Reisen in die geschlossene Stadt
Da Sneschinsk weiterhin eine geschlossene Stadt ist, gelten für die Reisen dorthin einige Sonderregelungen.

### Vorbereitung
Vor der Reise muss der Gastgeber beziehungsweise Einladende eine Erlaubnis des ehemaligen russischen Atomministeriums, heute Föderale Agentur für Atomenergie Russlands, einholen. Dies kann bis zu sechzig Tage dauern. Nach Erteilung der Besuchserlaubnis muss ein formgerechter Einladungsbrief an den Gast geschickt werden, mit diesem kann ein Visum beantragt werden. Diese Prozedur dauert noch einmal fünf bis 30 Tage.

### Aufenthalt
Der Gastgeber muss für eine Unterkunft in der Stadt sorgen. Groß ist die Auswahl freilich nicht: Das Hotel Sneschinka (russisch снежинка, Schneeflocke), Baujahr 1983, ist das einzige Haus am Platze.
Während des Aufenthaltes in Sneschinsk muss man damit rechnen, von Sicherheitskräften begleitet zu werden. Für die Dauer des Aufenthaltes können Fotoapparate, Kameras, Computer und anderes Elektronikzubehör von den Sicherheitskräften in Verwahrung genommen werden.

## Partnerstädte
- Livermore im US-Staat Kalifornien
- Tschkalowsk in Tadschikistan

## Söhne und Töchter der Stadt
- Alla Grischtschenkowa (* 1961), Schwimmerin[2]
- Igor Katschurin (* 1967), Gewichtheber[3]
- Igor Walejew (* 1981), Eishockeyspieler[4]
- Tatjana Petruschina (* 1990), Basketballspielerin[5]
- Sofija Nikittschuk (* 1993), Model; Miss Russland 2015[6]